# Trypanosoma tripterygium
Trypanosoma tripterygium is een soort in de taxonomische indeling van de Euglenozoa. Deze micro-organismen zijn eencellig en meestal rond de 15-40 micrometer groot. Het organisme komt uit het geslacht Trypanosoma en behoort tot de familie Trypanosomatidae. Trypanosoma tripterygium werd in 1951 ontdekt door Laird.